# Komáromi-ér
Komáromi-ér är ett vattendrag i Ungern.   Det ligger i provinsen Komárom-Esztergom, i den västra delen av landet, 70 km väster om huvudstaden Budapest.